# Вильдерсвиль
Вильдерсвиль (нем. Wilderswil) — коммуна в Швейцарии, в кантоне Берн. 
Входит в состав округа Интерлакен. Население составляет 2386 человек (на 31 декабря 2006 года). Официальный код — 0594.

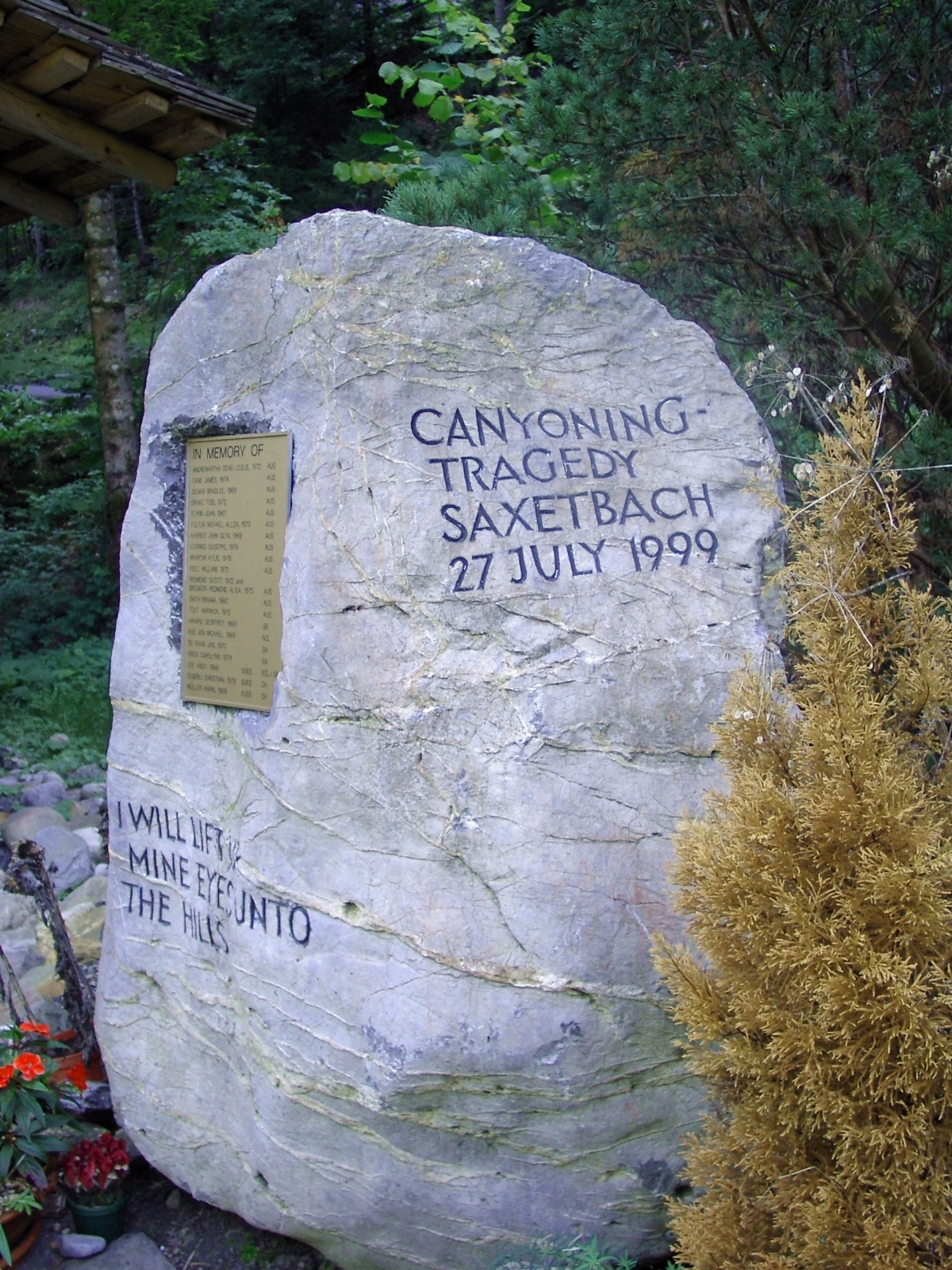
Памятный камень на месте обвала в Вильдерсвиле